# Premier League de Malta 2013-14
La Premier League de Malta 2013-14 fue la 99.ª edición de la Primera División de fútbol en ese país. En ella participan 12 equipos, todos ellos ubicados en la Isla de Malta. La temporada comenzó el 16 de agosto de 2013 y finalizó 26 de abril de 2014, consagrándose campeón por 22º ocasión el Valleta.

## Sistema de competición
Los doce equipos participantes jugaron entre sí todos contra todos dos veces totalizando 22 partidos cada uno, al término de la fecha 22 los seis primeros clasificados pasaron a integrar el Grupo campeonato, y los otros seis integraron el Grupo descenso.
En el grupo campeonato los seis clubes se volvieron a enfrentar entre sí, dos veces, totalizando 32 partidos cada uno, al término, el primer clasificado se coronó campeón y clasificó a la segunda ronda de la Liga de Campeones 2014-15, mientras que el segundo y el tercer clasificado obtuvieron un cupo para la primera ronda de la Liga Europa 2014-15.
En el grupo descenso los seis clubes se volvieron a enfrentar entre sí, dos veces, totalizando 32 partidos cada uno, al término los dos últimos clasificados descendieron a la Segunda División de Malta 2014-15
Un tercer cupo para la primera ronda de la Liga Europa 2014-15 fue asignado al campeón de la Copa de Malta.

## Ascensos y descensos
| Pos. | de Premier League de Malta 2012-13 |
| ---- | ---------------------------------- |
| 11.º | Ħamrun Spartans                    |
| 12.º | Melita                             |

| Pos. | de Primera División de Malta 2012-13 |
| ---- | ------------------------------------ |
| 1.º  | Naxxar Lions                         |
| 2.º  | Vittoriosa Stars                     |

## Clubes
| Equipo           | Ciudad     | Estadio                    | Capacidad |
| ---------------- | ---------- | -------------------------- | --------- |
| Balzan           | Ta' Qali   | Estadio Nacional Ta' Qali  | 17.000    |
| Birkirkara       | Birkirkara | Infetti Ground             | 2.500     |
| Floriana         | Floriana   | Independence Ground        | 3.000     |
| Hibernians       | Paola      | Hibernians Ground          | 1.500     |
| Mosta            | Mosta      | Estadio Charles Abela      | 600       |
| Naxxar Lions     | Ta'Qali    | MFA Centenary Stadium      | 2.000     |
| Qormi            | Qormi      | Estadio Nacional Ta' Qali  | 17.000    |
| Rabat Ajax       | Rabat      | Rabat Ajax Football Ground | 700       |
| Sliema Wanderers | Sliema     | Estadio Nacional Ta' Qali  | 17.000    |
| Tarxien Rainbows | Tarxien    | Estadio Nacional Ta' Qali  | 17.000    |
| Valleta          | La Valeta  | Estadio Nacional Ta' Qali  | 17.000    |
| Vittoriosa Stars | Birgu      | Fontini Ground             | 1.000     |

## Primera fase

### Tabla de posiciones
| Pos. | Equipo           | Pts. | PJ | G  | E | P  | GF | GC | Dif. | Clasificación 2013–14    |
| ---- | ---------------- | ---- | -- | -- | - | -- | -- | -- | ---- | ------------------------ |
| 1    | Birkirkara       | 56   | 22 | 18 | 2 | 2  | 51 | 19 | +32  | Ronda por el campeonato  |
| 2    | Valletta         | 53   | 22 | 17 | 2 | 3  | 51 | 13 | +38  | Ronda por el campeonato  |
| 3    | Hibernians       | 47   | 22 | 15 | 2 | 5  | 57 | 27 | +30  | Ronda por el campeonato  |
| 4    | Sliema Wanderers | 43   | 22 | 12 | 7 | 3  | 43 | 24 | +19  | Ronda por el campeonato  |
| 5    | Mosta            | 38   | 22 | 12 | 2 | 8  | 44 | 35 | +9   | Ronda por el campeonato  |
| 6    | Balzan           | 28   | 22 | 8  | 4 | 10 | 24 | 31 | −7   | Ronda por el campeonato  |
| 7    | Naxxar Lions     | 27   | 22 | 8  | 3 | 11 | 27 | 39 | −12  | Ronda por la permanencia |
| 8    | Floriana         | 28   | 22 | 8  | 4 | 10 | 30 | 36 | −6   | Ronda por la permanencia |
| 9    | Vittoriosa Stars | 18   | 22 | 5  | 3 | 14 | 24 | 47 | −23  | Ronda por la permanencia |
| 10   | Qormi            | 16   | 22 | 4  | 4 | 14 | 28 | 45 | −17  | Ronda por la permanencia |
| 11   | Tarxien Rainbows | 16   | 22 | 4  | 4 | 14 | 26 | 45 | −19  | Ronda por la permanencia |
| 12   | Rabat Ajax       | 6    | 22 | 1  | 3 | 18 | 17 | 61 | −44  | Ronda por la permanencia |

Actualizado a los partidos jugados el 9 de febrero de 2014.
 Fuente: Soccerway,  RSSSF

### Tabla de resultados cruzados
| Local \ Visitante | BAL | BIR | FLO | HIB | MOS | NXX | QOR | RAB | SLI | TAR | VAL | VIT |
| ----------------- | --- | --- | --- | --- | --- | --- | --- | --- | --- | --- | --- | --- |
| Balzan            | —   | 1–2 | 0–0 | 0–2 | 1–3 | 0–3 | 1–0 | 2–0 | 0–1 | 3–2 | 1–1 | 2–1 |
| Birkirkara        | 2–1 | —   | 3–0 | 0–1 | 2–1 | 7–1 | 1–1 | 4–2 | 1–1 | 1–0 | 1–2 | 2–0 |
| Floriana          | 1–2 | 1–3 | —   | 0–4 | 2–1 | 1–0 | 3–0 | 3–2 | 0–1 | 1–2 | 0–2 | 2–1 |
| Hibernians        | 1–0 | 1–2 | 2–2 | —   | 2–3 | 4–1 | 5–3 | 4–1 | 2–2 | 0–1 | 3–2 | 5–1 |
| Mosta             | 0–2 | 1–3 | 1–0 | 0–2 | —   | 4–0 | 1–2 | 4–0 | 3–2 | 2–2 | 0–6 | 2–0 |
| Naxxar Lions      | 0–1 | 0–1 | 1–1 | 0–3 | 2–4 | —   | 1–3 | 3–0 | 2–2 | 3–1 | 2–1 | 1–1 |
| Qormi             | 1–2 | 1–3 | 2–2 | 1–4 | 2–3 | 1–2 | —   | 0–0 | 1–3 | 3–0 | 0–1 | 1–2 |
| Rabat Ajax        | 2–2 | 1–2 | 0–4 | 1–4 | 0–3 | 1–2 | 0–0 | —   | 1–2 | 2–6 | 1–4 | 0–1 |
| Sliema Wanderers  | 3–0 | 1–3 | 4–1 | 3–1 | 1–1 | 2–0 | 4–0 | 4–1 | —   | 3–3 | 0–3 | 2–0 |
| Tarxien Rainbows  | 3–1 | 1–3 | 1–3 | 0–1 | 0–1 | 0–2 | 2–6 | 0–1 | 0–0 | —   | 0–3 | 0–3 |
| Valletta          | 1–0 | 0–1 | 3–0 | 2–1 | 2–1 | 1–0 | 4–0 | 6–1 | 0–0 | 2–1 | —   | 2–1 |
| Vittoriosa Stars  | 2–2 | 1–4 | 1–3 | 2–5 | 2–5 | 0–1 | 1–0 | 1–0 | 1–2 | 2–2 | 0–4 | —   |

## Ronda por el campeonato

### Tabla de posiciones
| Pos. | Equipo           | Pts. | PJ | G  | E  | P  | GF | GC | Dif. | Clasificación 2014–15                 |
| ---- | ---------------- | ---- | -- | -- | -- | -- | -- | -- | ---- | ------------------------------------- |
| 1    | Valletta (C)     | 51   | 32 | 24 | 5  | 3  | 74 | 21 | +53  | Primera ronda de la Liga de Campeones |
| 2    | Birkirkara       | 50   | 32 | 25 | 3  | 4  | 76 | 25 | +51  | Primera ronda de la Liga Europa       |
| 3    | Hibernians       | 35   | 32 | 18 | 4  | 10 | 77 | 51 | +26  | Primera ronda de la Liga Europa       |
| 4    | Mosta            | 32   | 32 | 15 | 6  | 11 | 58 | 57 | +1   |                                       |
| 5    | Sliema Wanderers | 31   | 32 | 14 | 10 | 8  | 54 | 42 | +12  | Primera ronda de la Liga Europa       |
| 6    | Balzan           | 18   | 32 | 9  | 5  | 18 | 36 | 58 | −22  |                                       |

Actualizado a los partidos jugados el 26 de abril de 2014.
 Fuente: Soccerway,  RSSSF
Notas:
1. ↑  Sliema Wanderers se clasifico a la Primera ronda de la Liga Europa 2014-15 tras ser subcampeón de la Copa de Malta, ya que el campeón el Valletta, estaba clasificado a la Liga de Campeones.

### Tabla de resultados cruzados
| Local \ Visitante | BAL | BIR | HIB | MOS | SLI | VAL |
| ----------------- | --- | --- | --- | --- | --- | --- |
| Balzan            | —   | 1–3 | 4–4 | 2–4 | 0–4 | 1–3 |
| Birkirkara        | 1–0 | —   | 0–1 | 4–0 | 6–0 | 0–2 |
| Hibernians        | 4–2 | 1–4 | —   | 2–2 | 1–3 | 1–3 |
| Mosta             | 3–1 | 0–4 | 2–1 | —   | 1–1 | 0–5 |
| Sliema Wanderers  | 0–1 | 1–3 | 1–3 | 0–0 | —   | 0–2 |
| Valletta          | 1–0 | 0–0 | 3–2 | 2–2 | 1–1 | —   |

## Ronda por la permanencia

### Tabla de posiciones
| Pos. | Equipo           | Pts. | PJ | G  | E | P  | GF | GC | Dif. | Clasificación 2014–15                        |
| ---- | ---------------- | ---- | -- | -- | - | -- | -- | -- | ---- | -------------------------------------------- |
| 1    | Floriana         | 30   | 32 | 14 | 5 | 13 | 50 | 48 | +2   |                                              |
| 2    | Tarxien Rainbows | 28   | 32 | 10 | 6 | 16 | 51 | 55 | −4   |                                              |
| 3    | Qormi            | 26   | 32 | 10 | 4 | 18 | 51 | 62 | −11  |                                              |
| 4    | Naxxar Lions     | 26   | 32 | 11 | 6 | 15 | 40 | 55 | −15  |                                              |
| 5    | Vittoriosa Stars | 24   | 32 | 9  | 6 | 17 | 41 | 66 | −25  | Descenso a Primera División de Malta 2014-15 |
| 6    | Rabat Ajax       | 4    | 32 | 1  | 4 | 27 | 23 | 91 | −68  | Descenso a Primera División de Malta 2014-15 |

Actualizado a los partidos jugados el 25 de abril de 2014.
 Fuente: Soccerway,  RSSSF

### Tabla de resultados cruzados
| Local \ Visitante | FLO | NXX | QOR | RAB | TAR | VIT |
| ----------------- | --- | --- | --- | --- | --- | --- |
| Floriana          | —   | 1–1 | 3–2 | 2–1 | 0–3 | 1–2 |
| Naxxar Lions      | 0–2 | —   | 0–1 | 2–0 | 1–2 | 3–3 |
| Qormi             | 2–1 | 5–1 | —   | 3–1 | 2–4 | 5–1 |
| Rabat Ajax        | 0–5 | 1–1 | 0–3 | —   | 0–2 | 1–2 |
| Tarxien Rainbows  | 0–2 | 0–1 | 4–0 | 7–1 | —   | 1–1 |
| Vittoriosa Stars  | 1–3 | 1–3 | 2–0 | 3–1 | 1–1 | —   |

## Goleadores
| Pos. | Jugador              | Club             | Goles |
| ---- | -------------------- | ---------------- | ----- |
| 1    | Johnhatan            | Birkirkara       | 21    |
| 1    | Edison               | Hibernians       | 21    |
| 2    | Stanley Ohawuchi     | Sliema Wanderers | 19    |
| 3    | Denni                | Valletta         | 18    |
| 3    | Alfred Effiong       | Qormi            | 18    |
| 4    | Obinna Obiefule      | Hibernians       | 15    |
| 5    | Haruna Shola Shodiya | Birkirkara       | 14    |